# Pasqualino Settebellezze
Pasqualino Settebellezze és una pel·lícula italiana dirigida per Lina Wertmüller, estrenada el 1975.

## Argument
Situada en l'època de la Segona Guerra Mundial, la pel·lícula segueix la vida del principal protagonista, Pasqualino, un desertor de l'exèrcit italià llençat en paracaigudes a Alemanya. Capturat per l'exèrcit alemany i enviat a un camp de concentració, intenta seduir la dona grassa autoritària i poc atractiva (Shirley Stoler) encarregada del camp per assegurar la seva supervivència. La pel·lícula fa nombrosos flash-backs que presenten el passat del personatge.

## Repartiment
- Giancarlo Giannini: Pasqualino Frafuso
- Fernando Rey: Pedro, el presoner anarquista
- Shirley Stoler: Comandant
- Elena Fiore: Concettina, una monja
- Piero Di Iorio: Francesco
- Enzo Vitale: Don Raffaele
- Roberto Herlitzka: El socialista
- Lucio Amelio: L'advocat
- Ermelinda De Felice: la seva mare

## Premis i nominacions

### Nominacions
- 1977: Oscar al millor director per Lina Wertmüller
- 1977: Oscar al millor actor per Giancarlo Giannini
- 1977: Oscar a la millor pel·lícula de parla no anglesa
- 1977: Oscar al millor guió original per Lina Wertmüller
- 1977: Globus d'Or a la millor pel·lícula estrangera